# Brasil Online
Brasil Online (BOL) é um portal de internet, serviço de webmail e provedor de internet banda larga gratuito brasileiro, fundado em 1996 pelo Grupo Abril. Atualmente o site é de propriedade do Universo Online, uma das empresas do Grupo Folha.

## História
O BOL foi lançado no Brasil em 25 de abril de 1996 pelo Grupo Abril, conglomerado de comunicação.
Em setembro do mesmo ano, o Grupo Abril e o Grupo Folha, proprietário do UOL, fecharam um acordo de joint venture. O BOL foi, então, absorvido pelo UOL, formando o maior provedor em número de assinantes no Brasil e o maior portal de conteúdo em língua portuguesa. O portal reúne notícias, fotos, vídeos, bate-papo e entretenimento, e conta com mais de 15 milhões de usuários únicos mensais.
Em outubro de 1999, o BOL foi relançado como o primeiro webmail gratuito do país. Em agosto do ano seguinte, tinha mais de 4 milhões de endereços registrados, e em 2001, o portal recebeu o Prêmio iBest na categoria de melhor portal da internet.
O BOL lançou em 2008 o novo webmail baseado em AJAX  com tecnologia Web 2.0 que contém recursos de busca em todas as pastas, inclusão automática de contatos, criação de filtros para organização de mensagens, visualização inteligente de anexos e criação de grupos de contatos.

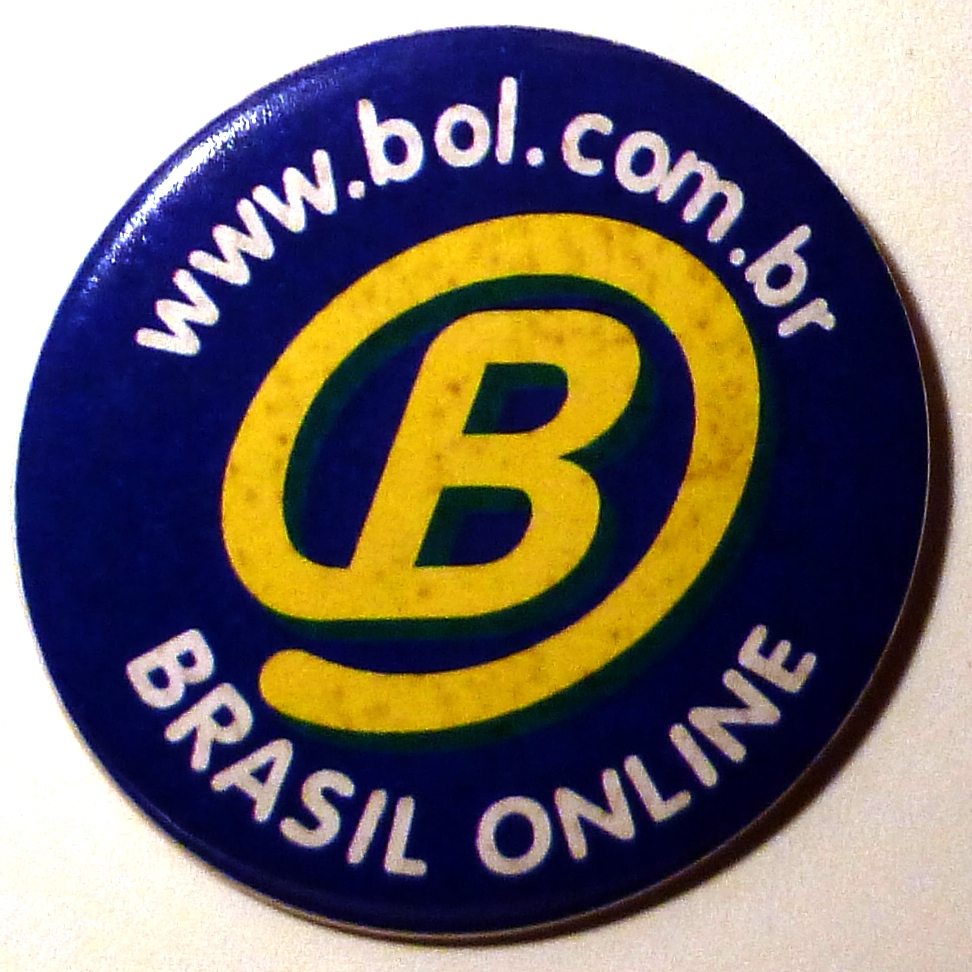
Botão promocional do Brasil Online, criado em 1996 com logomarca concebida pelo tipógrafo e designer Tony de Marco

Em novembro de 2011, foi feita uma parceria com o jornalista Milton Neves para hospedar o “Terceiro Tempo”, site de pós-jogo, e o blog do Milton Neves, com notícias, opiniões, novidades e bastidores do futebol nacional e internacional.
Dois anos depois, em 2013, o BOL fez parceria com o Portal Elancers para a criação do banco de currículos do BOL Empregos, canal gratuito que reúne vagas e oportunidades de emprego, com mais de 40 mil vagas de mais de 6 mil empresas e lançou uma nova versão do BOL Mail Mobile para smartphones e tablets compatíveis com os sistemas Android e iOS.

## Serviços

### BOL Mail
O BOL provê serviço de webmail gratuito com capacidade de 200 MB (desde 2021), ou pago, com capacidade de 21 GB, corretor ortográfico, temas personalizáveis e interfaces para iPhone, iPad e Android. Desde 2012, o BOL possibilita a leitura e envio de mensagens de outros provedores por sistema IMAP, permitindo que o conteúdo do servidor original não seja apagado.

### BOL Notícias
O BOL Notícias recebe 17 milhões de visitas por mês, oferecendo em tempo real informações de esportes, entretenimento, culinária, notícias vindas do portal UOL e de agências nacionais e internacionais.

### Bate-papo BOL
O bate-papo BOL é gratuito e aberto ao público em geral, não é necessário ter registro no BOL Mail para utilizar o serviço. O bate papo possui mais de 700 salas, 9 temas e cerca de 70 milhões de páginas visitadas mensalmente.

### VilaBOL
VilaBOL foi um serviço de hospedagem gratuita do BOL, que possuía 15 MB de espaço em disco, endereço de email, construtor de sites, enquetes e contador de visitas. O serviço foi desativado em 2012.

## Slogans
- 1996: Seu país, seu mundo
- 2000 - 2005: A internet bem bolada
- 2005 - 2008: Todo brasileiro tem direito a um e-mail grátis
- 2008 - atual: O e-mail grátis do Brasil